# Công viên Yeouido
Công viên Yeouido (tiếng Hàn: 여의도공원; Hanja: 汝矣島公園; Romaja: Yeouido Gongwon) là một công viên ở Yeouido-dong, Yeongdeungpo-gu, Seoul, Hàn Quốc.

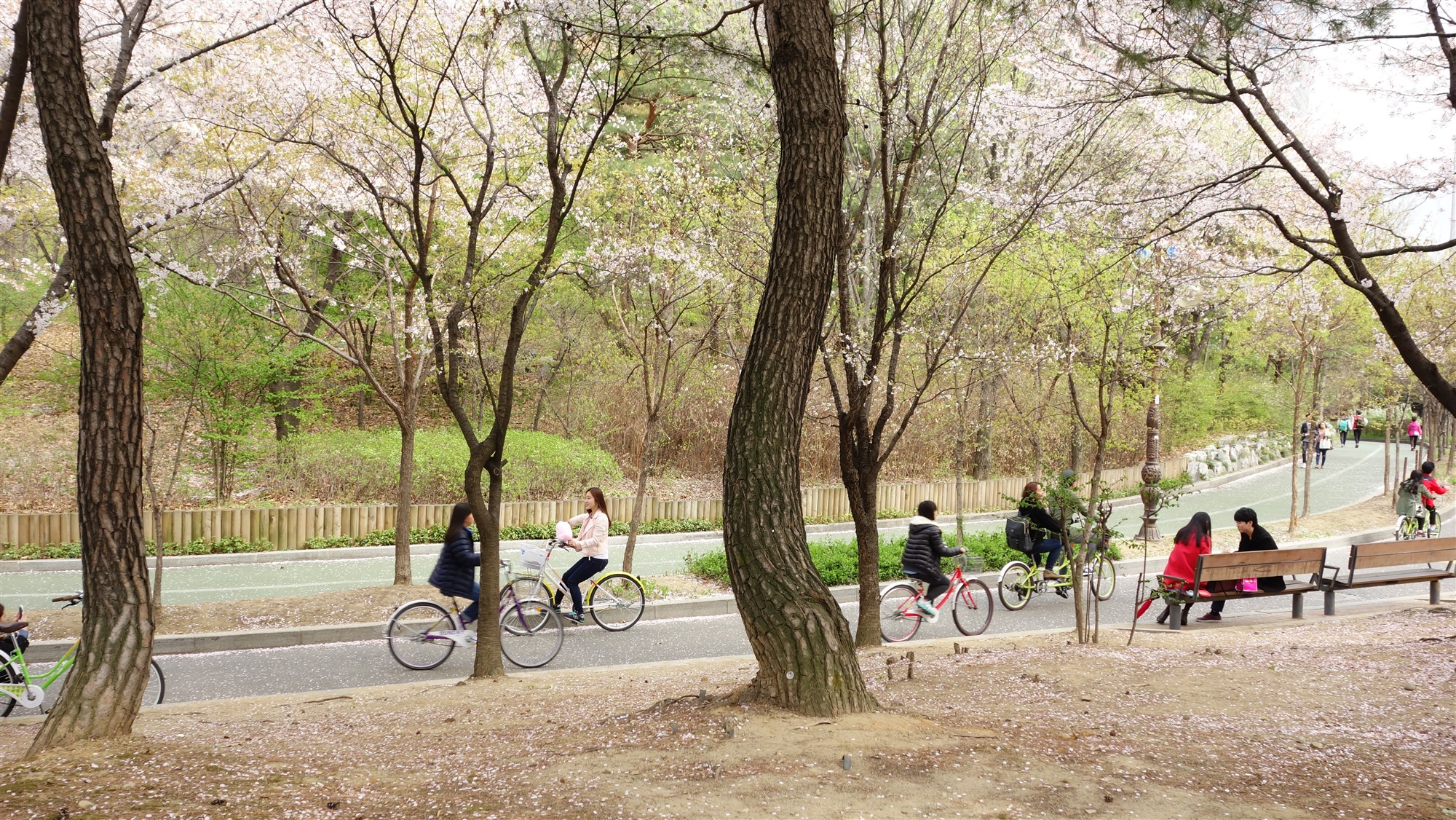

## Liên kết
- Công viên Yeouido Lưu trữ 2015-01-02 tại Wayback Machine từ công viên và núi của Seoul